# Oswald von Hoyningen-Huene
Oswald Theodor Barão von Hoyningen-Huene (Clarens, Vaud, Suíça, 29 de julho de 1885 - Basileia, 26 de agosto de 1963) foi um diplomata alemão, embaixador da Alemanha em Portugal de 1934 a 1944. Foi uma figura muito importante na história das relações internacionais de Portugal tendo desenvolvido uma relação de grande proximidade com Salazar, presidente do Conselho de Ministros e, ao tempo, Ministro dos Negócios Estrangeiros Português. 
Oswald von Hoyningen-Huene pertencia, por via paterna, à velha nobreza Alemã da região dos Bálticos e por parte da mãe era de origem britânica. Foi educado nos melhores colégios e universidades alemãs, tendo-se formado em Direito 
Iniciou a sua carreira na Procuradoria-Geral como jurista, tendo ingressado na carreira diplomática em 1922.
Em 1925 casou com Gudrun Borsig, filha de Conrad von Borsig, um industrial alemão elevado à categoria de nobreza hereditária prussiana. 
Foi convidado para ser assessor do Presidente alemão, Marechal Paul von Hindenburg, cargo que ocupou até que Hindenburg o nomeou como ministro plenipotenciário para chefiar a legação alemã em Lisboa, entretanto vaga com a saída do ministro Hans Freytag.
Em Lisboa Hoyningen-Huene desenvolveu uma actividade intensa de organização de eventos culturais, como concertos e exposições para dar a conhecer aos portugueses a cultura alemã, e vice-versa. 
Hoyningen-Huene não se identificava nem com a ideologia Nazi nem com as políticas anti-semitas do governo alemão. No seu dossiê existente no Ministério dos Negócios Estrangeiros alemão constam vários convites que lhe foram endereçados pelo Partido Nazi e ao quais nunca respondeu. Em Lisboa tomou algumas atitudes que não o deixaram muito bem visto junto das autoridades alemãs, tendo chegado ao ponto de proibir o uso de fardas nazis pelos membros do corpo diplomático em Lisboa. Também desenvolveu uma relação de proximidade com Moisés Bensabat Amzalak, presidente da Comunidade Israelita de Lisboa e, em Fevereiro de 1935, antes da publicação das Leis de Nuremberg e  cerca de dois anos depois da Lei da Restauração da Função Pública , conseguiu que Amzalak fosse distinguido com a Cruz de Mérito de Primeira Classe da Cruz Vermelha Alemã (DRK),  uma organização civil, com fins humanitários que fora integrada no Comitê Internacional da Cruz Vermelha antes da I Grande Guerra.  
Hoyningen-Huene manteve-se sempre à margem do anti-semitismo nazi o que está bem patente numa carta de Albert Nussbaum, judeu responsável da Comlux em Lisboa (organização de apoio aos refugiados luxemburgueses) dirigida ao ministro dos Negócios Estrangeiros luxemburguês no exílio, de 25 de janeiro de 1941 e pertencente ao Arquivo Nacional do Luxemburgo. Nessa carta Albert Nussbaum escreve “Tenho de o informar que o consulado da Alemanha prorroga, por seis meses, sem qualquer dificuldade, os títulos de identidade do Luxemburgo (de judeus luxemburgueses) contra um pagamento de 10 escudos, e as autoridades portuguesas reconhecem esse prolongamento”.
O historiador Neill Lochery descreve Hoyningen-Huene como um indivíduo inteligente e diplomaticamente astuto, dizendo que desempenhou um papel central em Lisboa durante a Segunda Guerra Mundial, em particular nas delicadas negociações sobre a exportação de volfrâmio de Portugal para a Alemanha.
Após a tentativa gorada de assassinar Hitler, em 20 de Julho de 1944, a famosa Operação Valquíria, Hoyningen-Huene é considerado suspeito e é chamado a Berlim e é-lhe fixada residência no Schloss Langenstein. A 25 de Novembro do mesmo ano é colocado na situação de reforma compulsiva. 
Terminada a guerra, o barão foi por diversas vezes interrogado pelos americanos no âmbito dos Julgamentos de Nuremberg, não tendo chegado a ser acusado. 
Depois da guerra, Salazar permitiu a Hoyningen-Huene estabelecer-se permanentemente em Portugal, tendo fixado residência no Estoril, no Chalé Maravilha.